# مدرسة الأرقام
مدرسة الأرقام (الاسم الأصلي: 10 + 2) هو مسلسل رسوم متحركة للأطفال من كاتالونيا (إسبانيا)، من إنتاج إستيديوهات أكسيو وفيكتوري ميديا قروب. تم عرضه لأول مرة في عام 1991. تمت دبلجة المسلسل للعربية من قبل مركز الزهرة وعرض على قناة سبيستون.

## القصة
تدور أحداث المسلسل في مدينة أرض الأرقام الخيالية، التي تتركز في مدرسة يدرسها المعلم أرسطو ومساعده إنفينتي. يتكون الطلاب من عشرة أعداد حية من صفر إلى تسعة، ولكل منهم شخصيات مختلفة. الشخصيات كاتمة وتتواصل فقط في الأصوات الصوتية ولغة الجسد.

## الممثلون
- أيمن السالك
- آمنة عمر
- فاتن عيدو
و
- يحيى الكفري
- عادل أبو حسون
- مأمون الفرخ

## روابط خارجية
- (بالكتالونية) (بالإسبانية) (بالإنجليزية) Accio
- مدرسة الأرقام على موقع IMDb (الإنجليزية)
- مدرسة الأرقام على موقع قاعدة بيانات الفيلم (الإنجليزية)
- مدرسة الأرقام على موقع ليتربوكسد (الإنجليزية)
- مدرسة الأرقام على موقع كينوبويسك (الروسية)
- 10 + 2: El Gran Secretoe Production